# Arbavere
Arbavere är en by (estniska: küla) i Kadrina kommun i landskapet Lääne-Virumaa i norra Estland. Byn ligger vid ån Loobu jõgi och vid Riksväg 24, nära anslutningen med Riksväg 1 (Europaväg 20).
I kyrkligt hänseende hör byn till Kadrina församling inom den Estniska evangelisk-lutherska kyrkan.